# Sphenotrochus squiresi
Sphenotrochus squiresi är en korallart som beskrevs av Stephen D. Cairns 1995. Sphenotrochus squiresi ingår i släktet Sphenotrochus och familjen Turbinoliidae. Inga underarter finns listade i Catalogue of Life.